# 什魯斯伯里站
什魯斯伯里站（英語：Shrewsbury railway station，中文曾用名：什鲁斯伯里火车总站，英文曾用名：Shrewsbury General railway station）是位於英國英格蘭什魯斯伯里的一座鐵路車站。在其他數座車站關閉之後，什魯斯伯里車站已成為什魯斯伯里唯一的車站。現在的車站建築修建於1848年，在歷史上經過多次整修。在1969年，什魯斯伯里站建築被指定為二級保護建築。
52°42′43″N 2°45′00″W / 52.712°N 2.75°W